# Comunità Montana Monti della Tolfa

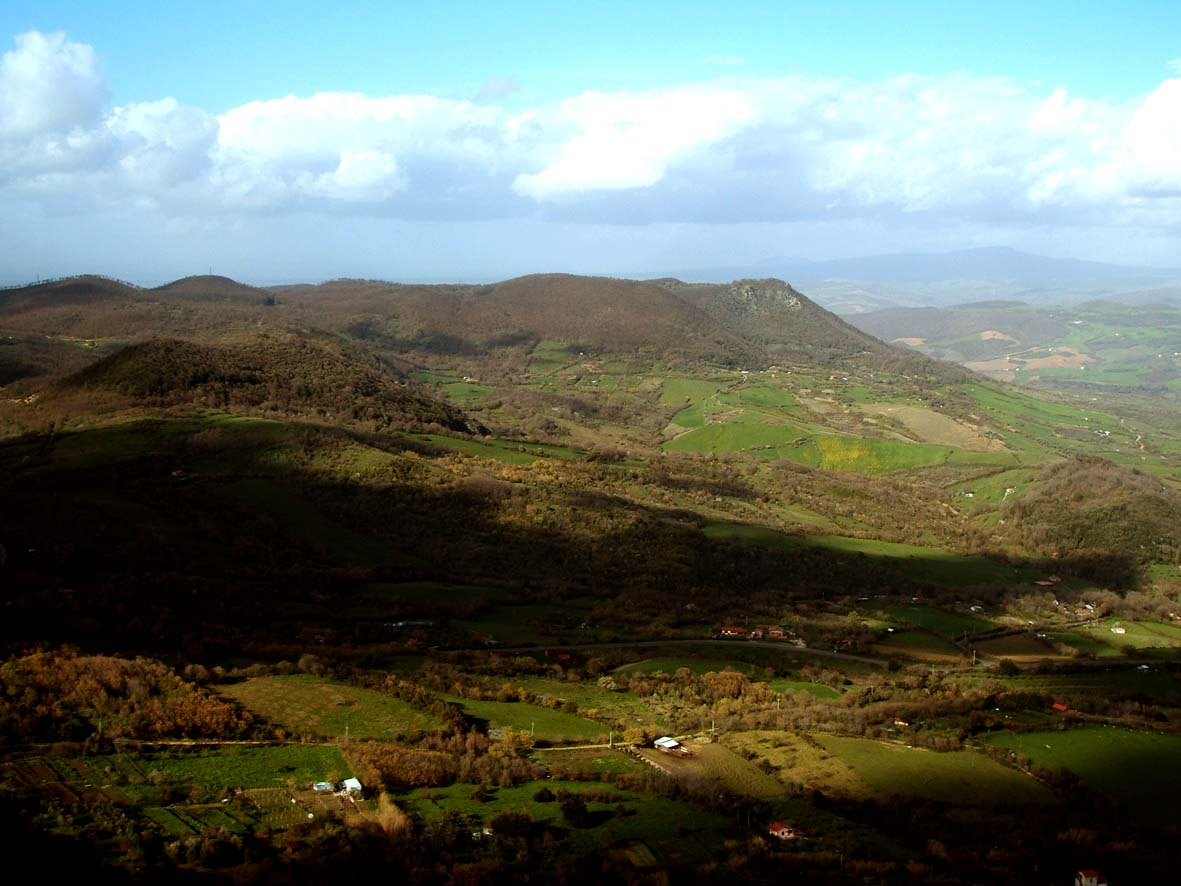
Die Tolfaberge

Die Comunità Montana Monti della Tolfa  ist eine Vereinigung von nur zwei Gemeinden in der italienischen Metropolitanstadt Rom. Sie wurde von den in der Regel recht kleinen Gemeinden, die zumindest teilweise in Bergregionen liegen, gebildet, um die wirtschaftliche Entwicklung der Region zu stärken und die Abwanderung der Bevölkerung aufzuhalten. Weitere Aufgaben sind die Stärkung des Tourismus, des Naturschutzes und die Erhaltung der ländlichen Kultur. 
Das Gebiet der Comunità Montana umfasst die Tolfaberge nördlich von Rom zwischen dem Tyrrhenischen Meer und dem Braccianosee.
Die Comunità umfasst folgende Gemeinden:
- Allumiere,
- Tolfa